# Panamerikanische Spiele 2011/Squash
Bei den Panamerikanischen Spielen 2011 in Guadalajara fanden vom 15. bis 20. Oktober 2011 im Squash sechs Wettbewerbe statt. Austragungsort war der Squash Complex.

## Einzel

### Herren
| Platz | Land          | Spieler                       |
| ----- | ------------- | ----------------------------- |
| 1     | Kolumbien     | Miguel Ángel Rodríguez        |
| 2     | Mexiko        | César Salazar                 |
| 3     | Kanada Mexiko | Shawn Delierre Arturo Salazar |

### Damen
| Platz | Land          | Spielerin                           |
| ----- | ------------- | ----------------------------------- |
| 1     | Mexiko        | Samantha Terán                      |
| 2     | Kanada        | Samantha Cornett                    |
| 3     | Guyana Kanada | Nicolette Fernandes Miranda Ranieri |

## Doppel

### Herren
| Platz | Land                 | Spieler                                                                 |
| ----- | -------------------- | ----------------------------------------------------------------------- |
| 1     | Mexiko               | Arturo Salazar Eric Gálvez                                              |
| 2     | Vereinigte Staaten   | Julian Illingworth Christopher Gordon                                   |
| 3     | Argentinien Paraguay | Hernán D’Arcangelo Robertino Pezzota Esteban Casarino Nicolás Caballero |

### Damen
| Platz | Land                      | Spielerinnen                                                          |
| ----- | ------------------------- | --------------------------------------------------------------------- |
| 1     | Mexiko                    | Nayelly Hernández Samantha Terán                                      |
| 2     | Kolumbien                 | Catalina Peláez Silvia Angulo Rugeles                                 |
| 3     | Kanada Vereinigte Staaten | Miranda Ranieri Stephanie Edmison Maria Elena Ubina Olivia Blatchford |

## Mannschaft

### Herren
| Platz | Land                         | Spieler                                                                                               |
| ----- | ---------------------------- | --- |
| 1     | Mexiko                       | César Salazar Arturo Salazar Eric Gálvez                                                              |
| 2     | Kanada                       | Shawn Delierre Shahier Razik Andrew Schnell                                                           |
| 3     | Brasilien Vereinigte Staaten | Rafael Alarçón Vinicius Rodrigues Vinicius Costa Julian Illingworth Christopher Gordon Graham Bassett |

### Damen
| Platz | Land                      | Spielerinnen                                                                                       |
| ----- | ------------------------- | -------------------------------------------------------------------------------------------------- |
| 1     | Kanada                    | Samantha Cornett Stephanie Edmison Miranda Ranieri                                                 |
| 2     | Kolumbien                 | Catalina Peláez Silvia Angulo Rugeles Ana Gabriela Porras                                          |
| 3     | Vereinigte Staaten Mexiko | Olivia Blatchford Maria Elena Ubina Lily Lorentzen Samantha Terán Nayelly Hernández Imelda Salazar |

## Medaillenspiegel
| Platz | Land               | Gold | Silber | Bronze | Gesamt |
| ----- | ------------------ | ---- | ------ | ------ | ------ |
| 01    | Mexiko             | 4    | 1      | 2      | 7      |
| 02    | Kanada             | 1    | 2      | 3      | 6      |
| 03    | Kolumbien          | 1    | 2      | —      | 3      |
| 04    | Vereinigte Staaten | —    | 1      | 3      | 4      |
| 05    | Argentinien        | —    | —      | 1      | 1      |
| 05    | Brasilien          | —    | —      | 1      | 1      |
| 05    | Guyana             | —    | —      | 1      | 1      |
| 05    | Paraguay           | —    | —      | 1      | 1      |